# Otogi no Machi no Rena
Otogi no Machi no Rena (おとぎのまちのれな, Otogi no Machi no Rena) est un manga de type seinen écrit et dessiné par Mitsuru Hattori. Il a été prépublié dans le magazine Young Magazine Uppers entre octobre 2002 et décembre 2004 et édité par Kōdansha.